# Березовка (Гурьевский городской округ)
Березовка — посёлок в Гурьевском городском округе Калининградской области. До 2014 года входило в состав Храбровского сельского поселения.

## История
Относится к исторической области Самбия. 
По итогам Второй мировой войны Шугстен вошёл в состав СССР. Ныне в составе России как правопреемницы СССР.
В 1946 году Шугстен был переименован в поселок Березовку.

## Население
| 2002 | 2010 |
| ---- | ---- |
| 13   | ↗54  |

В 1910 году в Шугстене проживало 82 человека.